# پذیرش (پزشکی)
پذیرش یا کمپلیانس، به سطح همکاری و سازگاری بیماران از یک توصیه پزشکی گفته می‌شود. غالباً، پذیرش در ارتباط با یک دارو یا درمان خاص مورد استفاده قرار می‌گیرد اگرچه در ارتباط با تجهیزات پزشکی، جلسات درمانی و تمرینات خود هدایت شونده نیز مورد استفاده واقع می‌گردد.